# Albert Cussen
Albert James Cussen Mackenna (1 de noviembre de 1950) es un ingeniero, empresario y consultor chileno.

## Primeros años de vida
Estudió en el Colegio de los Sagrados Corazones de Manquehue de la capital y luego se formó como ingeniero civil industrial en la Universidad de Chile.

### Matrimonio
Contrajo matrimonio con Verónica Abud.

## Vida laboral
Comenzó su carrera a mediados de la década de 1970 en Price Waterhouse Peat & Co. y la continuó como subgerente de Nacional Financiera. En 1978 emigró al Banco Santiago, el que fue intervenido durante su gestión como gerente de operaciones, debido a una grave crisis de solvencia del sistema financiero chileno.
Desde 1986, y por diez años, laboró como gerente general de AFP Provida. En 1996 se hizo cargo de Cruz Blanca, holding que pasaba por un complicado momento financiero. Concluido el plazo que Cussen había acordado con el grupo Cruzat, en marzo de 1997, asumió la vicepresidencia de Administración y Finanzas de la estatal Codelco, cuprífera que era liderada entonces por Marcos Lima como presidente ejecutivo.
Ese mismo año comenzó a incursionar en el negocio agrícola junto a su socio Christian Abud Cabrera, en la Región del Maule.
En 1999 pasó a la gerencia general de Madeco, con la misión de ordenar sus operaciones y reestructurar su complicada situación financiera. En septiembre de 2002 dejó esta responsabilidad y se concentró en diversos directorios, como los de Viña Concha y Toro, Embotelladora Andina y Cementos Bío Bío.
Entre 2006 y 2008 ocupó la presidencia de la lechera Soprole.